# Kolbewerft
Die Kolbewerft war ein 1893 in Kiel gegründetes Schiffbauunternehmen. Das Unternehmen war an der Schwentinemündung im Kieler Stadtteil Wellingdorf ansässig.

## Geschichte

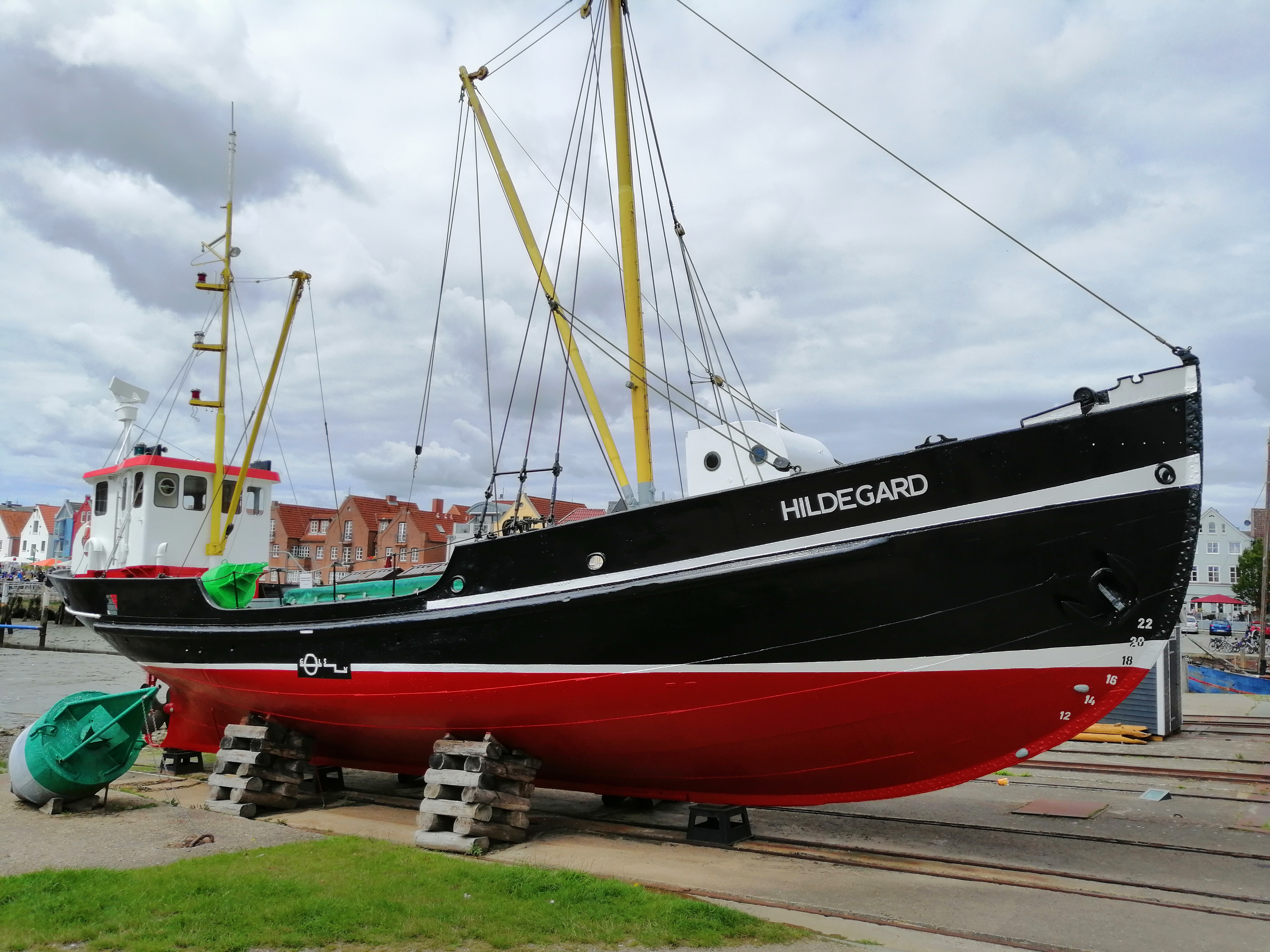
Die 1907 bei Stocks & Kolbe gebaute Hildegard als Museumsschiff in Husum

Das Unternehmen wurde 1893 von Christian Kolbe zusammen mit einem Sozius als Stocks & Kolbe in Kiel gegründet. Bis 1910 wurden vorwiegend kleine Boote, Leichter und Schiffe bis 100 BRT, darunter auch sechs Elektroboote von 8 bis 17 Meter Länge, gebaut. Ab 1911 wurden die Schiffe größer und erreichten mit dem kombinierten Fracht- und Passagierschiff Hermann Krabb rund 550 BRT. Daneben betrieb das Unternehmen in den frühen Jahren auch Tief-, Deich- und Hafenbau, führte Bagger- und Rammarbeiten aus. Ein weiteres Standbein war das über Jahrzehnte unterhaltene Bergungsgeschäft in der westlichen Ostsee. Im Jahre 1907 begann Stocks & Kolbe vor dem Hintergrund der Kieler Motorbootausstellung früh mit dem Bau von Motorbooten und -schiffen. Die verwendeten Motoren wurden mit Petroleum und Rohöl betrieben. Sie wurden von der Philipp Swiderski Maschinenbaufabrik aus Leipzig, der Kieler Maschinenfabrik sowie der Deutschen Maschinen- und Motorenfabrik (vormals Christiani) aus Kiel geliefert. Um auch größere Neubauten bis etwa 15.000 Tonnen durchführen zu können wurde 1907 zudem das Tochterunternehmen Düppelwerft nördlich von Sonderburg gegründet. Die neue Werft am Alsensund war ca. 70.000 m² groß und verfügte über eine Kailänge von 600 Metern. Da Sonderburg nach dem Ende des Ersten Weltkriegs dänisch wurde, gab Kolbe die Werft wieder auf.
Ab 1910 wurden zunehmend Motorbarkassen, Motorschlepper, Motorleichter und Motorfrachter abgeliefert. Für die Deutsche Handels- und Plantagen-Gesellschaft wurde 1913 der aus Eichenholz gebaute Fracht- und Passagierdampfer Staatssekretär Solf abgeliefert, der im Südpazifik als Postdampfer zum regelmäßigen Postverkehr zwischen den Plantagen auf den Südseeinseln diente. Der Postdampfer wurde 1917 von der United States Navy beschlagnahmt, bewaffnet und als USS Samoa im Südpazifik eingesetzt. Bekannt wurde der 1914 von Stocks & Kolbe gebaute 190-BRT-Dreimastgaffelschoner Belmonte, der von der Firma G. W. Bley in Kiel bereedert wurde. Die Belmonte wurde im Ersten Weltkrieg von der Kaiserlichen Marine als Hilfsschiff erworben und als U-Boot-Falle eingesetzt. Die um 1920 für die Hamburger Bugsier-, Reederei- und Bergungsgesellschaft  abgelieferten Frachtdampfer Bille und Stör waren mit 660 BRT die größten Schiffe von Stocks & Kolbe.
Anfang der 1920er Jahre ging das Unternehmen nach dem Ausscheiden seines Partners in den alleinigen Besitz Kolbes über und firmierte bis zur Schließung als Kolbewerft. In der Stammwerft wurden zu dieser Zeit rund 500 Mitarbeiter beschäftigt. Insgesamt liefen bei Stocks & Kolbe rund 650 Schiffe vom Stapel. Der letzte Neubau, der 120-BRT-Motorsegler Anguaze, wurde 1929 mit der Baunummer 263 an das portugiesische Kolonialministerium abgeliefert.
Am 17. April 1930 starb Kolbe, der keine Nachkommen hatte und schon am 1. Juni schloss die Kolbewerft. Das Werftgelände wurde vom Marinearsenal Kiel übernommen. Während des Krieges entstand eine Torpedoausrüstungswerft, ein Torpedolager und weitere Gebäude. Nach dem Ende des Zweiten Weltkriegs entstand auf dem Areal im Jahr 1947 der Kieler Seefischmarkt.